# Roland Ménard
Pour les articles homonymes, voir Ménard.
Roland Ménard, né le 24 août 1923 à Puteaux (Seine, actuellement Hauts-de-Seine), et mort le 5 avril 2016 dans le 10e arrondissement de Paris, est un acteur français spécialisé dans le doublage de films.
Il a doublé notamment les acteurs Glenn Ford et Dirk Bogarde.
Il est le père de Jean-François Ménard, écrivain et traducteur français, notamment connu pour avoir traduit la saga Harry Potter en français.

## Filmographie

### Cinéma
- 1960 : Normandie-Niémen de Jean Dréville et Damir Viatich Berejnykh (Villemont)
- 1960 : Un taxi pour Tobrouk de Denys de La Patellière (le narrateur)
- 1970 : La Poupée rouge de Francis Leroi (l'oncle)

### Télévision
- 1964 : La Terreur et la Vertu : Danton - Robespierre de Stellio Lorenzi : Georges Couthon

## Doublage
Les dates en italique correspondent aux sorties initiales des films dont Roland Ménard a assuré le redoublage ou le doublage tardif.

### Cinéma

#### Films
- Glenn Ford dans :
  - La Tour blanche : Martin Ordwway
  - Graine de violence : Richard Dadier
  - Rendez-vous sur l'Amazone : Sam Dent
  - Le Procès : David Blake
  - Mélodie interrompue : Dr Thomas « Tom » King
  - La Rançon : David Stannard
  - La Vallée de la poudre : Jason Sweet
  - Le Général casse-cou : Sgt. Murphy Savage
  - La Dernière Torpille : Cpt. Barney Doyle
  - Tout commença par un baiser : Sgt. Joe Fitzpatrick
  - La Ruée vers l'Ouest : Yancey Cravat
  - Les Quatre Cavaliers de l'Apocalypse : Julio
  - Allô, brigade spéciale : Ins. John « Rip » Ripley
  - Le Grand Duc et l'Héritière : John Lathrop Davis
  - Le Bataillon des lâches : Cpt. Jared Heath
  - Piège au grisbi : Joe Baron
  - La Poursuite des tuniques bleues : Maj. Tom Wolcott
  - Le Pistolero de la rivière rouge : Shérif Dan Blaine
  - Le Jour des apaches : Lorne Warfield
  - Au paradis à coups de revolver : Jim Killian
  - La Bataille de Midway : Rear Admiral Raymond A. Spruance
  - Superman : Jonathan Kent (1er doublage)
  - Le Visiteur maléfique : le détective Jake Durham
  - Le Jour des assassins : Christakis
  - Virus : le président Richardson
  - Happy Birthday : Souhaitez ne jamais être invité : Dr David Faraday

- Dirk Bogarde dans :
  - Le vent ne sait pas lire : Lt. Michael Quinn
  - Dernière mission à Nicosie : Major McGuire
  - Darling : Robert Gold
  - Les Damnés : Friedrich Bruckmann
  - Mort à Venise : Gustav von Aschenbach
  - Portier de nuit : Maximilian Theo Aldorfer
  - La Trahison : Alan Curtis
  - Un pont trop loin : le lieutenant-général Frederick "Boy" Browning

- Marcello Mastroianni dans :
  - La Dolce Vita : Marcello Rubini
  - La Nuit : Giovanni Pontano
  - La Cité des femmes : Snàporaz
  - Ginger et Fred : Pippo Botticella alias « Fred »
  - Les Yeux noirs : Romano
  - Les Camarades : Le professeur Sinigaglia
  - Divorce à l'italienne : Ferdinando Cefalù
  - Mélodie meurtrière : Raffaele Capece

- James Mason dans :
  - Le Piège : Sir George Wheeler
  - Les Invitations dangereuses : Philip
  - Marseille contrat : Jacques Brizard
  - Croix de fer : Colonel / Oberst Brandt
  - Les Enfants de la rivière : M. Grimes / le requin tueur (voix)
  - Meurtre au soleil : Octave Gardener

- George R. Robertson dans :
  - Police Academy : Le commissaire Hurst
  - Police Academy 2 : Au boulot ! : Le commissaire Hurst
  - Police Academy 3 : Instructeurs de choc : Le commissaire Hurst
  - Police Academy 4 : Aux armes citoyens : Le commissaire Hurst
  - Police Academy 5 : Débarquement à Miami Beach : Le commissaire Hurst
  - Police Academy 6 : S.O.S. ville en état de choc : Le commissaire Hurst

- Stewart Granger dans :
  - Scaramouche : André Moreau / Scaramouche
  - Le Prisonnier de Zenda : Rodolphe Rassendyll / Rodolphe V
  - La Reine vierge : Thomas Seymour
  - La Grande Chasse : Sandy McKenzie
  - Scotland Yard contre X : John Brent / John Wilson

- Cornel Wilde dans :
  - Sous le plus grand chapiteau du monde : « Le Grand Sébastian »
  - Le Trésor du Guatemala : Jean-Paul
  - Tornade : Juan Obreon
  - La Proie nue : l'homme

- Robert Taylor dans :
  - Ivanhoé : Ivanhoé
  - La Perle noire : Joel Shore
  - Les Ranchers du Wyoming : Sam Brassfield
  - Le Justicier de l'Arizona : Ben Wyatt

- Rossano Brazzi dans :
  - La Comtesse aux pieds nus : le comte Vincenzo Torlato-Favrini
  - La Cité disparue : Paul Bonnard
  - Le Scandale Costello : Carlo Landi
  - La Malédiction finale : DeCarlo

- John Gavin dans :
  - Le Temps d'aimer et le Temps de mourir : Ernst Graeber
  - Spartacus : Jules César
  - Piège à minuit : Brian Younger
  - Histoire d'un amour : Paul Saxon

- Massimo Serato dans :
  - Constantin le Grand : Maxence
  - Les Amours d'Hercule : Lycos
  - Ponce Pilate : Nicodème
  - Duel à Rio Bravo : Leo, le shérif

- Dan O'Herlihy dans :
  - Les Fils des mousquetaires : Le fils d'Aramis
  - Top Secret : Fergus Stephenson
  - RoboCop 2 : Le patron de L'OCP

- David Niven dans :
  - Le Voleur du Roi : Le Duc de Brampton
  - Ne mangez pas les marguerites : Lawrence Larry Mackay
  - Mort sur le Nil : Colonel John Race

- Cliff Robertson dans :
  - Les Nus et les Morts : le lieutenant Hearn
  - Dominique : David Ballard
  - Malone, un tueur en enfer : Delaney

- Tom Tryon dans :
  - Terre sans pardon : Beauregard 'Cinch' Saunders
  - Un pilote dans la Lune : Le capitaine Richmond Talbot
  - Première Victoire : le lieutenant William McConnell

- Ettore Manni dans :
  - La Vallée des pharaons : Resi
  - Les Vikings attaquent : Olivier d'Anglon
  - Le Navire des filles perdues : Paolo da silva

- Henry Fonda dans :
  - L'Étrangleur de Boston : John S. Bottomly
  - Trop tard pour les héros : Capitaine John G. Nolan
  - La Grande Bataille : Général Foster

- Paul Frees dans :
  - Une place au soleil : Révérend Morrison
  - La Guerre des mondes : le reporter radio

- Howard Keel dans :
  - Show Boat : Gaylord Ravenal
  - Vaquero : King Cameron

- John Hudson dans :
  - Les Conducteurs du diable : le sergent tankiste
  - Retour au paradis : le capitaine Harry Faber

- Rock Hudson dans :
  - Bataille sans merci : Ben
  - Le Carnaval des dieux : Peter McKenzie

- Tony Curtis dans :
  - Les Bolides de l'enfer : Johnny Dark
  - La Patrouille infernale : Burke

- Herbert Lom dans :
  - Train d'enfer : Gino Rossi
  - Dead Zone : Dr Sam Weizak

- Bradford Dillman dans :
  - Nos plus belles années : J.J.
  - Gold : Manfred Steyner

- Lane Smith dans :
  - Monsieur le député : Dick Dodge
  - Mon cousin Vinny : Le procureur Jim Trotter III

Mais aussi :
- 1936[2] : La Charge de la brigade légère : Major Geoffrey Vickers (Errol Flynn)
- 1939[3] : Monsieur Smith au Sénat : le sénateur Joseph Harrison Paine (Claude Rains)
- 1939[4] : Tarzan trouve un fils : Austin Lancing (Ian Hunter)
- 1949 : La Charge héroïque : Sergent Tyree (Ben Johnson)
- 1949 : Le Démon de l'or : Pete Thomas (Gig Young)
- 1951 : Le Choc des mondes : David Randall (Richard Derr)
- 1951 : Espionne de mon cœur : Tasso (Arnold Moss)
- 1952 : Les Feux de la rampe : Neville (Sydney Chaplin)
- 1952 : Le Fils d'Ali Baba : Farouk (Gregg Palmer)
- 1952 : La Peur du scalp : le narrateur
- 1952 : La Revanche d'Ali Baba : Ben Jammal (Nelson Leigh)
- 1952 : Passage interdit : Charlie Fentress (Richard Garland)
- 1952 : Les Boucaniers de la Jamaïque : la narrateur (Hugh O'Brian)
- 1952 : Les Conquérants de Carson City : Dave Fairchild (Kenneth McDonald)
- 1953 : Le Serpent du Nil : Marc Antoine (Raymond Burr)
- 1953 : Aventure dans le Grand Nord : le narrateur (William A. Wellman)
- 1953 : Hondo, l'homme du désert : lieutenant Mc Kay (Tom Irish)
- 1954 : Le crime était presque parfait : Mark Halliday (Robert Cummings)
- 1954 : Richard Cœur de Lion : le narrateur
- 1954 : Godzilla : Dr Daisuke Serizawa (Akihiko Hirata)
- 1954 : Les Géants du cirque : un psychiatre (Booth Colman)
- 1954 : L'Étrange Créature du lac noir : le narrateur (1er doublage)
- 1954 : Écrit dans le ciel : John Sullivan (Robert Stack)
- 1954 : Haine, Amour et Trahison : le comte Enrico Alberti (Giorgio Albertazzi)
- 1955 : Mais qui a tué Harry ? : Sam Marlowe (John Forsythe)
- 1955 : Le Tigre du ciel : le 2d pilote instructeur[Qui ?]
- 1955 : Un jeu risqué : Bat Masterson (Keith Larsen)
- 1955 : Le Tendre Piège : Joe McCall (David Wayne)
- 1956 : Planète interdite : lieutenant "Doc" Ostrow (Warren Stevens)
- 1956 : Collines brûlantes : Trace Jordon (Tab Hunter)
- 1956 : Commando en Corée : lieutenant Butler (George Baker)
- 1956 : Le Bébé et le Cuirassé : l'interprète accompagnant le maréchal (Ferdy Mayne)
- 1957 : Frankenstein s’est échappé : le narrateur
- 1957 : Le Rock du bagne : Teddy Talbot (Dean Jones)
- 1957 : Le Miroir au secret : Karl Plesser (Peter Hansen)
- 1957 : Cote 465 : sergent Lewis (Nehemiah Persoff)
- 1957 : Les soucoupes volantes attaquent : un membre de la commission gouvernementale[Qui ?]
- 1957 : Quand passent les cigognes : Boris (Alexeï Batalov)
- 1958 : Les Travaux d’Hercule : Orphée (Gino Mattera)
- 1958 : Je pleure mon amour : Mark Trevor (Sean Connery)
- 1958 : L'Orchidée noire : Noble (Peter Mark Richman)
- 1958 : Les Diables du Désert : major Simon Jeffries (Dermot Walsh)
- 1958 : Le danger vient de l'espace : Pr John McLaren (Paul Hubschmid)
- 1959 : Aux frontières des Indes : capitaine Scott (Kenneth More)
- 1959 : Ben-Hur : le médecin au chevet de Messala (John Le Mesurier)
- 1960 : Un taxi pour Tobrouk : le narrateur
- 1960 : Procès de singe : le procureur Tom Davenport (Elliott Reid)
- 1960 : Les Maîtresses de Dracula : Baron Meinster (David Peel)
- 1960 : Le Paradis des monte-en-l'air : Dodger Lane (Peter Sellers)
- 1960 : Les Évadés de la nuit : Don Valerio (Sergio Fantoni)
- 1960 : Liaisons secrètes : Roger Altar (Ernie Kovacs)
- 1960 : Le Secret du chevalier d'Éon : Bernard de Turquet (Gabriele Ferzetti)
- 1960 : Un numéro du tonnerre : le narrateur (Shepard Menken)
- 1960 : La Longue Nuit de 43 : Pino Barilari (Enrico Maria Salerno)
- 1961 : La Bataille de Corinthe : Caius Vinicius (Jacques Sernas)
- 1961 : Le Cid : le narrateur
- 1961 : La Doublure du général : colonel Rock Houston (Gregory Walcott)
- 1961 : Le Glaive du conquérant : Amalque (Guy Madison)
- 1961 : Hold-up au quart de seconde : le narrateur
- 1961 : Le Gladiateur invincible : Rezius (Richard Harrison)
- 1961 : Les Pirates de la nuit : le capitaine (William Franklyn)
- 1961 : Les Mongols : Stéphane de Cracovie (Franco Silva)
- 1961 : Les Horaces et les Curiaces : Horace (Alan Ladd)
- 1961 : Diamants sur canapé : Paul « Fred » Varjak (George Peppard)
- 1961 : Le Roi des imposteurs : le lieutenant de la défense (Jerry Paris)
- 1962 : La Rumeur : Joe Cardin, le fiancé de Karen (James Garner)
- 1962 : Tempête à Washington : le sénateur Brigham Anderson (Don Murray)
- 1963 : Les 55 Jours de Pékin : Le narrateur
- 1963 : Kali Yug, déesse de la vengeance : le narrateur
- 1963 : Les Lanciers noirs : le narrateur
- 1963 : Patrouilleur 109 : le narrateur (Andrew Duggan)
- 1963 : La Poupée diabolique : Mark English (William Sylvester)
- 1963 : L'Étrange Mort de Miss Gray : Hammond Barker (Peter Arne)
- 1963 : Jason et les Argonautes : Jason (Todd Armstrong)
- 1963 : Freud, passions secrètes : le narrateur (John Huston)
- 1963 : Ce monde interdit : La voix off du commentateur
- 1963 : L'Incroyable Randonnée : le narrateur (Rex Allen)
- 1964 : La Chute de l'empire romain : le narrateur (Robert Rietty)
- 1964 : Les Cheyennes : le narrateur
- 1964 : La Charge de la huitième brigade : capitaine Brinker (Russell Johnson)
- 1964 : Robinson Crusoé sur Mars : Le commandant Christopher Draper (Paul Mantee)
- 1965 : Le Dollar troué : Mc Cory (Pierre Cressoy)
- 1966 : La Grande Combine : le journaliste TV (Don Reed)
- 1966 : Un truand : George Logan (Philip E. Pine)
- 1967 : Les Douze Salopards : général Denton (Robert Webber)
- 1967 : Jerry la grande gueule : M. Hodges (Del Moore)
- 1967 : Les Monstres de l'espace : Dr Mathew Roney (James Donald)
- 1967 : Le Crédo de la violence : le député Fred (Jack Starrett)
- 1967 : La Symphonie des héros : Victor Rice (Leslie Nielsen)
- 1967 : Tobrouk, commando pour l'enfer : Le lieutenant Mohnfeld (Guy Stockwell)
- 1968 : La Planète des Singes : Lieutenant John Landon (Robert Gunner)
- 1968 : Syndicat du meurtre : le chef Waterpark (Brock Peters)
- 1968 : La Déesse des sables : Men-Hari (Derek Godfrey)
- 1968 : L'Enfer de la guerre : Oberleutnant Heitzel Agen (Akim Berg)
- 1968 : Candy : Dr G. Harris (Mark Salvage)
- 1969 : L'Homme le plus dangereux du monde : Marshal Shelby (Arthur Hill)
- 1969 : Assassinats en tous genres : Herr Weiss (Warren Mitchell)
- 1969 : Stiletto : le procureur Frank Simpson (John Dehner)
- 1970 : De l'or pour les braves : le major Booker (Ross Elliott)
- 1970 : Le Clan des irréductibles : le journaliste TV[Qui ?]
- 1970 : Le Cerveau d'acier : le président (Gordon Pinsent)
- 1970 : L'Insurgé : Pop Weaver (Chester Morris)
- 1970 : Le Mystère des douze chaises : Nikolai Sestrin (Andréas Voutsinás)
- 1970 : Les Tueurs de la lune de miel : Jackson (Michael Haley)
- 1970 : Le Clan des McMasters : Spencer (Dane Clark)
- 1971 : Salaud : Frank Fletcher (T.P. McKenna)
- 1971 : Un homme à respecter : voix du commentateur sportif à la radio
- 1971 : Quatre Mouches de velours gris : le démonstrateur en cercueils (Dante Cleri)
- 1971 : L'Hôpital : Dr Welbeck (Richard Dysart)
- 1972 : Les Quatre Malfrats : Dr Strauss (Lee Wallace)
- 1972 : Abattoir 5 : le chirurgien opérant Pilgrim[Qui ?]
- 1972 : Meurtres dans la 110e Rue : Nick D'Salvio (Anthony Franciosa)
- 1972 : Le Coriace : le capitaine Perkins (Ernest Borgnine)
- 1972 : Junior Bonner, le dernier bagarreur : voix off de l'annonceur du rodéo
- 1972 : Gunn la gâchette : Dell (Tony Young)
- 1972 : Le Cirque des vampires : Le professeur Albert Mueller (Laurence Payne)
- 1973 : Soleil vert : William R. Simonson (Joseph Cotten)
- 1973 : Le Témoin à abattre : Franco Griva (Silvano Tranquilli)
- 1974 : À cause d'un assassinat : Jack Younger (Walter McGinn)
- 1974 : La Rançon de la peur : le commissaire Walter Grandi (Henry Silva)
- 1974[5] : Gatsby le Magnifique : Meyer Wolfshiem (Howard Da Silva)
- 1975 : L'Homme qui voulut être roi : le commissaire (Jack May)
- 1975 : Adieu ma jolie : Laird Brunette (Anthony Zerbe)
- 1975 : Vol au-dessus d'un nid de coucou : le commentateur de la télévision (Tom McCall)
- 1975 : La Fugue : Marty Heller (Harris Yulin)
- 1976 : La Rose et la Flèche : le roi Jean Sans Terre (Ian Holm)
- 1976 : Le Bus en folie : Jack (Howard Hesseman)
- 1976 : Un dimanche noir : le révérend James Lowery (Earl Owensby)
- 1977 : Annie Hall : la voix off du commentateur du match à la radio[Qui ?]
- 1977 : Le Message : le narrateur (Richard Johnson)
- 1977 : Le Commando des tigres noirs : Edgar Harolds (Dana Andrews)
- 1977 : Le Tournant de la vie : Michael (James Mitchell)
- 1978 : California Hôtel : Bill Warren (Alan Alda)
- 1978 : Têtes vides cherchent coffres pleins : Jazz Maffie (Paul Sorvino)
- 1978 : Le Chat qui vient de l'espace : Dr Franklin « Frank » Wilson (Ken Berry)
- 1978 : Le Privé de ces dames : Le maître d'hôtel (David Ogden Stiers)
- 1979 : Kramer contre Kramer : Gressen (Bill Moor)
- 1979 : Le Syndrome chinois : Bill Gibson (James Hampton)
- 1980 : Gloria : l'envoyé spécial TV (William E. Rice)
- 1980 : Superman 2 : le président des États-Unis (E.G. Marshall)
- 1980 : Héros d'apocalypse : le capitaine Henry Morris (David Warbeck)
- 1981 : Le facteur sonne toujours deux fois : l'homme provenant de la ville natale de Cora (William Newman)
- 1981 : Le Loup-garou de Londres : Dr. Hirsch (John Woodvine (en))
- 1982 : Le Verdict : Dr Robert Towler (Wesley Addy)
- 1982 : Banana Joe : Le Patron du Club (Edy Biagetti)
- 1982 : L'Épée sauvage : le roi Richard (Christopher Cary)
- 1982 : J'aurai ta peau : Goodwin (F.J. O'Neil)
- 1983 : Vidéodrome : Brian O'Blivion (Jack Creley)
- 1983 : Le Retour du Jedi : Anakin Skywalker (Sebastian Shaw)
- 1983 : Jamais plus jamais : Ernst Stavro Blofeld (Max von Sydow)
- 1983 : La Nuit des juges : le juge Stoner (Matthew Faison)
- 1983 : L'Homme aux deux cerveaux : Lui-même (Merv Griffin)
- 1983 : La Quatrième Dimension : M. Agee (Murray Matheson)
- 1984 : Le Flic de Beverly Hills : le lieutenant Andrew Bogomil (Ronny Cox)
- 1984 : Portés disparus : Sénateur Porter (David Tress)
- 1984 : L'Histoire sans fin : le narrateur
- 1984 : La Route des Indes : Turton (Richard Wilson)
- 1984 : L'Enfer de la violence : Hector Lomelin (José Ferrer)
- 1984 : Les Muppets à Manhattan : Bernard Crawford (Art Carney)
- 1985 : Série noire pour une nuit blanche : l'agent fédéral (Clu Gulager)
- 1985 : Ouragan sur l'eau plate : Secrétaire du bureau de l'immigration (Richard Pearson)
- 1985 : Cannonball 2 : Lui-même (Frank Sinatra)
- 1985 : Lifeforce : Fallada (Frank Finlay)
- 1985 : Mask : M. Simms (Ben Piazza)
- 1985 : Comment claquer un million de dollars par jour : George Granville (David White)
- 1985 : Le Retour du Chinois : le superintendant Whitehead (Richard Clarke)
- 1986 : Stand by Me : le maire Grundy (Scott Beach)
- 1986 : Lady Jane : Docteur Owen (Matthew Guinness)
- 1986 : Le Contrat : Baker (Ed Lauter)
- 1987 : Les Incorruptibles : Le juge (Anthony Mockus Sr.) et la voix traduisant le prologue
- 1987 : Le justicier braque les dealers : Nathan White (John P. Ryan)
- 1988 : Big : MacMillan (Robert Loggia)
- 1988 : Bird : Dr Heath (Arlen Dean Snyder)
- 1988 : Appelez-moi Johnny 5 : Officier O'Malley (Wayne Best)
- 1989 : Dead Bang : Le révérend Gebhardt (Michael Higgins)
- 1989 : Valmont : Gercourt (Jeffrey Jones)
- 1991 : Larry le liquidateur : Andrew Jorgenson (Gregory Peck)
- 1991 : The Rocketeer : Howard Hughes (Terry O'Quinn)
- 1991 : Y a-t-il un flic pour sauver le président ? : Terence Baggett (Lloyd Bochner)
- 1991 : True Colors : Le sénateur James Stiles (Richard Widmark)
- 1992 : Jeux de Guerre : Lord Holms (James Fox)
- 1992 : Once Upon a Crime... : Hercules Popodopoulos (Joss Ackland)
- 1992 : La Nuit du défi : John Gillon (Bruce Dern)
- 1992 : Les Experts : Gregor Ivanovich (George Hearn)
- 1992 : Storyville : Clifford Fowler (Jason Robards)
- 1992 : Les Petits Champions : Gerald Ducksworth (Josef Sommer)
- 1993 : Bank Robber : Le directeur de la banque (Warren Munson)
- 1994 : Les Héritiers affamés : Daniel Sr. (Francis X. McCarthy)
- 1994 : Crackerjack : Ivan Getz (Christopher Plummer)
- 1994 : Génération 90 : Grant Gubler (John Mahoney)
- 1998 : Armageddon : le narrateur (Charlton Heston)
- 1998 : Judas Kiss : Le sénateur Rupert Hornbeck (Hal Holbrook)

### Séries télévisées
- 1968-1980 : Hawaï police d'État : Steve McGarrett (Jack Lord)
- 1971-1972 : Sam Cade : le shérif Sam Cade (Glenn Ford)
- 1974 : Columbo : le Dr MacMurray (Joshua Bryant)
- 1977 : Jésus de Nazareth : Joseph d'Arimathie (James Mason)
- 1985 : V : Philip (Frank Ashmore)
- 1986-1994 : La Loi de Los Angeles : Leland MacKenzie (Richard Dysart)

### Téléfilms
- 1970 : La Fraternité ou la Mort : le professeur Andrew Patterson (Glenn Ford)
- 1972 : Duel : le présentateur radio (Randy Baker) (1er doublage)
- 1972[6] : Un dangereux rendez-vous : le major Barney Caldwell (Richard Basehart)
- 1976 : Sherlock Holmes à New York : Docteur Watson (Patrick MacNee)
- 1978 : Au temps de la guerre des étoiles : le narrateur (Art James)
- 1980 : Les Diamants de l'oubli : Mike Rogers (Peter Graves)
- 1985 : Le Couteau sur la nuque : Sir Montague Corner (Allan Cuthbertson)

### Animation
- 1959 : Les Aventures de Tintin, d'après Hergé : Narrateur
- 1969 : Tintin et le Temple du Soleil : Le conférencier
- 1976 : Goldorak : Ergastule
- 1990 : Bernard et Bianca au pays des kangourous : Docteur

## Théâtre
- 1962 : L'Amour de toi d'Yvonne Gautier et François Dereyne, mise en scène Daniel Crouet, Théâtre Charles de Rochefort
- 1987 : L'Idiot d'après Fiodor Dostoïevski, mise en scène Jacques Mauclair, Théâtre des Mathurins

## Discographie
- 1967 : Les aventures d'un casse-noisette - Disques Philips